# 43
Glej tudi: število 43
43 (XLIII) je bilo navadno leto, ki se je po julijanskem koledarju začelo na torek.

## Dogodki
- Rimljani drugič vdrejo v Britanijo.